# Vitis International Variety Catalogue
Міжнаро́дний катало́г сорті́в Vitis (англ. Vitis International Variety Catalogue, VIVC) — онлайн-база даних різних видів і різновидів/сортів винограду, роду Vitis. Метою бази даних VIVC є надання документації про наявні генетичні ресурси виноградної лози, а також інформації для селекціонерів винограду, дослідників виноградарства, зацікавлених ентузіастів, полегшення обміну матеріалами тощо. Керується Інститутом виноградарства Гайлвайлергоф у Зібельдінгені (Німеччина) — одна з 17 наукових установ, які об'єднані Інститутом Юліуса Кюна (JKI) — Федеральним науково-дослідним інститутом культурних рослин.

## Історія
1983 року Інститут виноградарства Гайлвайлергоф розпочав інвентаризацію видів, сортів і генотипів Vitis з колекцій виноградної лози по всьому світу. З 1996 року отримана база даних доступна в режимі онлайн і постійно оновлюється. Її початкове створення було підтримано Міжнародною організацією виноградарства та виноробства і Міжнародною радою з генетичних ресурсів рослин, попередницею Bioversity International. З червня 2007 року онлайн доступна нова версія VIVC. Вона дозволяє, зокрема, різні варіанти пошуку за одним із параметрів або комбінацією декількох.

## Дані
База даних об'єднує інформацію з колекцій виноградної лози різних інститутів виноградарства — 130 установ у 45 країнах. Містить понад 40 000 записів для приблизно 18 500 зареєстрованих видів, сортів і генотипів Vitis, з яких лише 70 % все ще існують у виноградних колекціях, а 35 % є ендеміками.
Інформація про сорти винограду у VIVC містить:
- паспортні дані:
  - основна назва (розглядається назва, що використовується у ймовірній країні або регіоні походження);
  - колір шкірки ягід;
  - номер у VIVC;
  - країна або регіон походження;
  - вид;
  - родовід або інший опис родової інформації;
  - назва заводчика та/або місцезнаходження селекційного інституту;
  - роки схрещування, селекції, захисту;
  - утворення насіння;
  - стать квітів;
  - смак;
  - хлоротип;
  - світлини (лоза, листя, гроно);
  - дані SSR-маркера (генетична інформація; інформація мікросателітів, що використовується для профілювання ДНК);
  - дані оцінки стійкості до захворювань;
  - засаджені площі;
  - реєстрація в Європейському каталозі;
- посилання на:
  - бібліографію;
  - бібліографію до родоводу, підтверджену маркерами;
  - зауваження до основних назв і кодів інститутів;
- відомі синоніми, яких досить багато для багатьох сортів винограду (наприклад, для сорту винограду Совіньйон Блан міститься інформація про 96 синонімів[5]);
- холдингові інститути:
  - код установи;
  - офіційна назва;
  - куратор;
  - адреса;
  - контактна інформація;
- використання:
  - технічний (винний) виноград;
  - столовий виноград;
  - родзинки;
  - прищепа.

Наприклад, інформація про сорт винограду Дорнфельдер у базі даних VIVC.